# Amblyraja hyperborea
Amblyraja hyperborea es una especie de pez de la familia de los Rajidae en el orden de los Rajiformes.

## Morfología
Los machos pueden llegar a alcanzar los 106 cm de longitud total.

## Reproducción
Es ovíparo.

## Hábitat
Es un pez marino de aguas profundas que vive entre 140 y 2500 m de profundidad.

## Distribución geográfica
Se encuentra en Australia, el Canadá, Colombia, Costa Rica, el Ecuador, las Islas Feroe, Groenlandia , Islandia, Nueva Zelanda, Noruega (incluyendo Svalbard), Panamá, Rusia, Sudáfrica y la Gran Bretaña.

## Observaciones
Es inofensivo para los humanos. 